# فراش جانبي
الفراش الجانبي ويعرف أيضا بالمهد جانب الفراش، هو مهد أو فراش متحرك يلحق بفراش الأهل حيث يسمح  لحديثي الولادة بالنوم بجوار  والدته بأمان، ويعد هذا نوع من أنواع مشاركة النوم، وتقلل هذه الطريقة من أخطار متلازمة موت الرضيع الفجائي .
النوم في الفراش الجانبي يعد نوع من أنواع الرعاية. ويمارس في المستشفيات حتى يتسنى إبقاء الرضيع بجوار الأم كي تتاح لها الفرصة لتكون قريبة من طفلها.
تُعرِف حكومة الولايات المتحدة الأمريكية الفراش الجانبي على أنه هيكل صلب يجمع، و يلحق بشكل آمن لفراش شخص بالغ، و يهدف إلى توفير بيئة لنوم الرضيع.
في الغالب جانب من جوانب الفراش يكون في مستوى منخفض عن الجوانب الأخرى ليتيح للأهل الوصول للرضيع بكل سهولة في الليل. معظم الفراشات الجانبية تكون متعددة الإستخدامات بمعنى أنه يمكن تحويلها إلى مهد و/أو مكان للعب. 

## الأنواع

### مهد جانبي
المهد الجانبي يتكون من 4 جهات مثل فراش الرضيع، ويمكن وضعه بالقرب من فراش الوالدين مثله مثل المهد الغير ملحق بالفراش، أو ملحق بالفراش وهذا التعديل يسمح بوصول الوالدين بشكل أسهل للرضيع أثناء الليل لأن السرير الجانبي للرضيع يحتوى على أربعة قضبان وسريع وسهل الوصول إليه ولا يزال محدود للرضيع.

#### فراش جانبي أو جانب الفراش
الفراش  الجانبي أو جانب الفراش هو مشابه للمهد الجانبي حيث يلحق أيضا بجوار فراش الوالدين ولكنه يحتوى على ثلاثة جوانب للمهد فقط مما يسمح للرضيع بالنوم بنفس المستوى مع الوالدين، ولا يوجد به عوائق تحجب الوصول للطفل. الفراش الجانبي يسمح للوالدين بإبقاء الطفل بالقرب منهم ولكن ليس بنفس الحيز والمساحة في سرير العائلة.